# Bečice (České Budějovice)
Bečice é uma comuna checa localizada na região da Boêmia do Sul, distrito de České Budějovice.